# Le Tablier
Le Tablier – miejscowość i gmina we Francji, w regionie Kraj Loary, w departamencie Wandea.
Według danych na rok 1990 gminę zamieszkiwały 393 osoby, a gęstość zaludnienia wynosiła 42 osób/km² (wśród 1504 gmin Kraju Loary Le Tablier plasuje się na 914. miejscu pod względem liczby ludności, natomiast pod względem powierzchni na miejscu 1032.).